# Campionati italiani di sci alpino 1960
I Campionati italiani di sci alpino 1960 si disputarono ad Aprica; furono assegnati i titoli di discesa libera, slalom gigante e slalom speciale, sia maschili sia femminili.

## Risultati

### Uomini

#### Discesa libera
| Pos. | Atleta              | Nazione |
| ---- | ------------------- | ------- |
| 1    | Francesco Deflorian | Italia  |
| 2    | Aldo Zulian         | Italia  |
| 3    | Davide David        | Italia  |

#### Slalom gigante
| Pos. | Atleta              | Nazione |
| ---- | ------------------- | ------- |
| 1    | Francesco Deflorian | Italia  |
| 2    | Aldo Zulian         | Italia  |
| 3    | Helmuth Gartner     | Italia  |

#### Slalom speciale
| Pos. | Atleta          | Nazione |
| ---- | --------------- | ------- |
| 1    | Helmuth Gartner | Italia  |
| 2    | Martino Fill    | Italia  |
| 3    | Enrico Senoner  | Italia  |

### Donne

#### Discesa libera
| Pos. | Atleta            | Nazione |
| ---- | ----------------- | ------- |
| 1    | Lidia Pedroncelli | Italia  |
| 2    | Vera Schenone     | Italia  |
| 3    | Jole Poloni       | Italia  |

#### Slalom gigante
| Pos. | Atleta            | Nazione |
| ---- | ----------------- | ------- |
| 1    | Tina Poloni       | Italia  |
| 2    | Vera Schenone     | Italia  |
| 3    | Lidia Pedroncelli | Italia  |

#### Slalom speciale
| Pos. | Atleta                    | Nazione |
| ---- | ------------------------- | ------- |
| 1    | Vera Schenone             | Italia  |
| 2    | Lidia Barbieri Sacconaghi | Italia  |
| 3    | Giustina Demetz           | Italia  |